# Tomi Ungerer
Pour les articles homonymes, voir Ungerer.
Jean-Thomas Ungerer, dit Tomi Ungerer, né le 28 novembre 1931 à Strasbourg et mort le 9 février 2019 à Cork, est un dessinateur, illustrateur et auteur alsacien de nationalité française.
Considéré comme un des plus brillants dessinateurs de sa génération, il a mené à partir de 1957 une carrière internationale dans de nombreux domaines des arts graphiques. Parmi ses livres pour enfants, plusieurs ont connu un succès international, comme Les Trois Brigands (1961) ou Jean de la Lune (1966). Célèbre aussi par ses affiches contre la guerre du Viêt Nam et la ségrégation raciale aux États-Unis, dont Black Power/White Power (1967), l'artiste est avant tout un fin observateur de la société de son temps. Il a ainsi livré une satire virulente de certains aspects de la société américaine, dans l'esprit de Daumier et de Grosz. Créateur multiforme, il s'est également intéressé à la sculpture et a écrit de nombreux textes, dont plusieurs autobiographiques. Un musée lui est consacré à Strasbourg.

## Biographie

### Enfance et adolescence
Issu d'une famille protestante qui compte des bouchers — originaires de Öhringen, installés en Alsace en 1674 — et des pasteurs, Tomi Ungerer est le fils de Théodore Ungerer et d'Alice Essler.
Tomi Ungerer est âgé de trois ans quand son père décède. Ce dernier était ingénieur, fabricant d'horloges astronomiques, artiste et historien. Tomi lui rend hommage dans De père en fils (2002) : « J'ai eu le sentiment qu'il m'avait transmis tous ses talents en mourant. » La famille quitte Strasbourg et part s'installer à Wintzenheim, dans le quartier du Logelbach au 12 rue Haussmann , dont les paysages calmes et romantiques inspireront l'auteur. C'est en Alsace que son œuvre plonge ses racines, malgré son tempérament de globe-trotter.
Durant la Seconde Guerre mondiale, l'Alsace est annexée par l'Allemagne. La maison et l'usine familiale sont réquisitionnées par les Allemands et, comme tous les Alsaciens, Tomi Ungerer subit un endoctrinement nazi à l'école qu'il fréquente et qui est soumise à la germanisation. Parlant alsacien et français, il a trois mois pour apprendre l'allemand. Les journées commencent alors par des chants nazis — qu'il a avoué quelque temps avant sa mort encore connaître par cœur, fruit de l'endoctrinement d'alors, dont on ne se défait jamais disait-il —, et l'écoute des discours d'Adolf Hitler. Il lui est fait totale interdiction de parler français et son prénom jugé insuffisamment germanique est changé autoritairement en « Hans ». Cette période l'a traumatisé à vie indiquait-il au soir de sa vie, faisant encore des cauchemars chaque nuit liée à cette période.

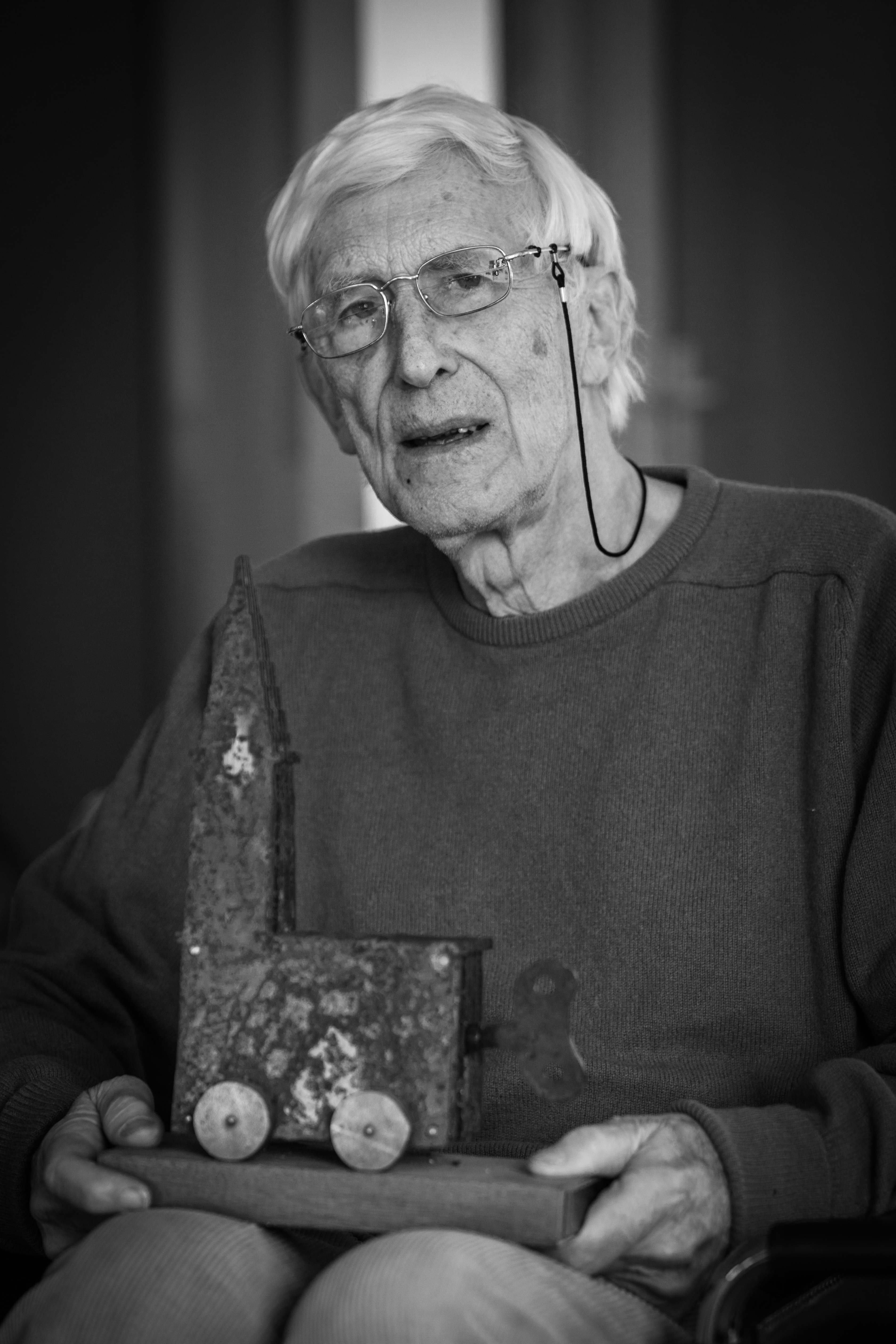
Tomi Ungerer en 2014, tenant un jouet inspiré de la cathédrale Notre-Dame de Strasbourg.

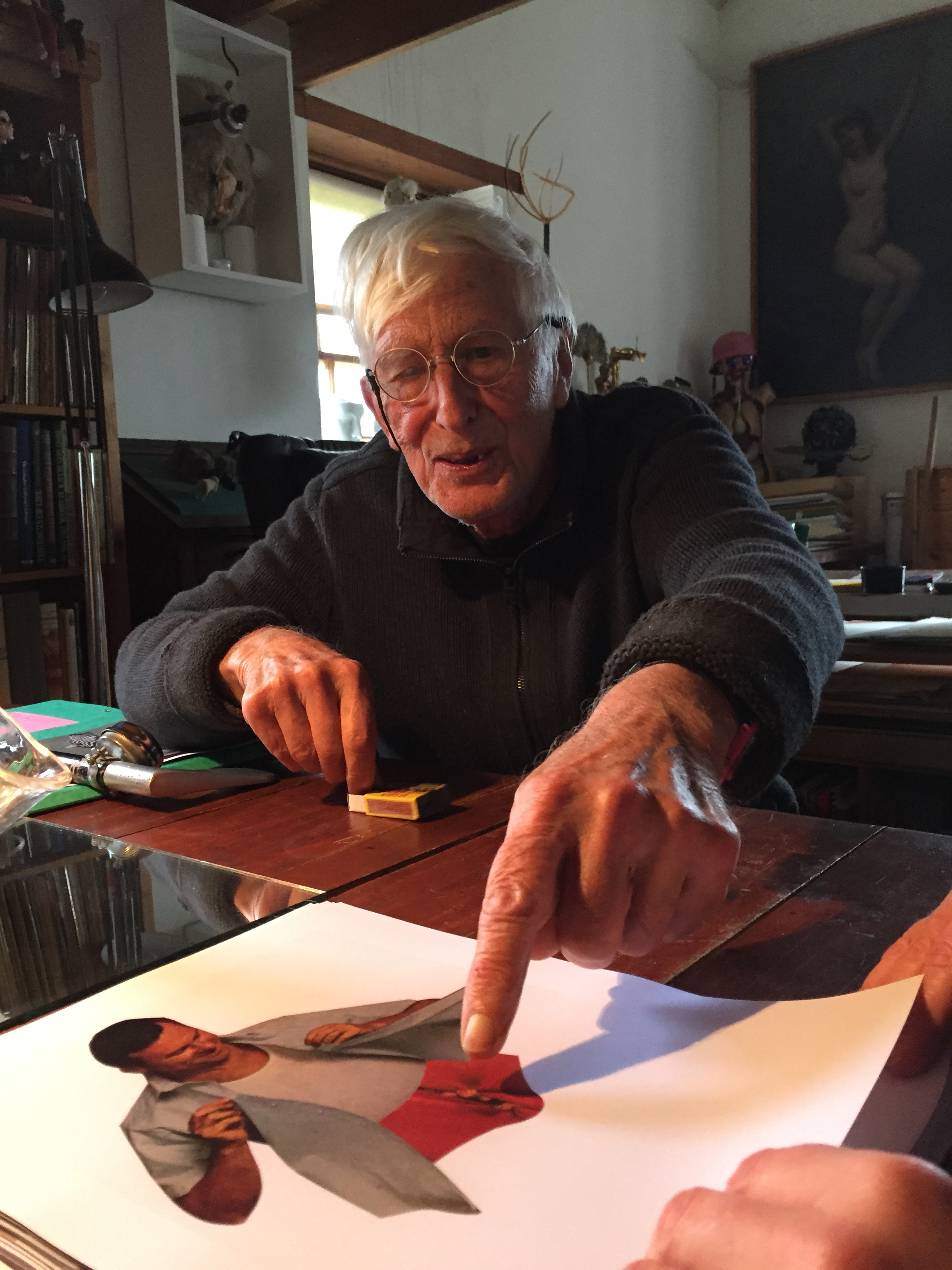
Tomi Ungerer dans son atelier en 2015, dans le comté de Cork en Irlande.

Sa mère continue toutefois à lui parler en français malgré l'interdiction. Et quand elle est dénoncée aux autorités nazies, elle trouve un stratagème pour continuer : à l'officier de la Gestapo qui la reçoit, elle confirme parler en français avec son fils, et indique qu'elle continuera. Elle ajoute avec une feinte conviction : « Il faudra bien trouver des gens pour diriger ces Français après la victoire finale. » Convaincu, l'officiel admet : « Ainsi parle une vraie fille du Führer. » Et ainsi l'enseignement en français du jeune Tomi put continuer.
Il se dit alors « Français à la maison, Alsacien dans la rue, et Allemand à l'école. » C'est là qu'il commence à dessiner son environnement, comme pour exorciser son quotidien.
Après la libération de l'Alsace, Tomi Ungerer est à nouveau français, mais il a beaucoup de mal à s'adapter à cette nouvelle situation. On lui interdit cette fois, comble de l'ironie, de parler alsacien. Nouveau traumatisme pour lui. Il en dit avec amertume en 2009 : « La liberté c'est avant tout le droit de l'individu à sa propre identité. L'égalité c'est l'harmonie entre les différences qui se complètent. La fraternité se crée dans le respect de l'identité des autres. Pour le jacobinisme centraliste français avec son idéal de citoyens identiques issus d'un moule scolaire, ceci est anathème ! Pour faire de nous Alsaciens, une région de kougelhopfs et de dumkopfs docilisés, la France de l'après-guerre a commis un assassinat culturel. Par le biais de l'enseignement, elle s'est acharnée à nous déraciner de nos origines qui sont germaniques. Même s'il est préférable que nous soyons les Allemands de la France plutôt que les Français de l'Allemagne, nous n’en sommes pas moins stigmatisés, nous sommes les Ploucs am Rhein, jadis tout simplement des sales boches ! ».
Il est marqué par l'autodafé organisé par les Français des livres de littérature allemande, brûlés devant lui, et le moindre mot d'alsacien à l'école valait sanction immédiate sous forme d'heures de colle ou d'une violente « paire de baffes ».
Ces événements doublement douloureux pour lui le marqueront d'une sensibilité particulière, qui se traduira dans ses œuvres tout au long de sa longue carrière artistique.
Dès la fin de la Seconde Guerre mondiale, il pratique le scoutisme chez les Éclaireurs unionistes de Colmar et reçoit le totem de « Fourmi boute-en-train » : « Lorsque j'étais chez les scouts, mon totem, c'était une fourmi. Imaginez ces fourmis courant dans tous les sens, toujours en train de travailler. Je ne pouvais pas passer ma vie à ne rien faire. Un vrai boute-en-train, c’est-à-dire un meneur… une fourmi qui montrait le chemin aux autres, qui entraînait les autres dans sa fourmilière. »
En 1946, il explore la France à vélo puis, après son échec au baccalauréat en 1951, au lycée Bartholdi, il voyage par des moyens de fortune jusqu'en Laponie et au cap Nord.
En 1952, il s'engage dans le corps des méharistes en Algérie et est réformé en 1953 à cause d'une maladie. Il s'inscrit alors aux Arts décoratifs à Strasbourg mais est renvoyé au bout d’une année pour indiscipline. Il travaille ensuite comme étalagiste et publicitaire pour des petites entreprises.
Entre 1954 et 1955, il effectue de nombreux voyages en Europe, notamment en Islande, en Norvège, en Grèce et en Yougoslavie, toujours par des moyens de fortune, en auto-stop ou en s’engageant comme marin sur des cargos.

### New York
En 1956, Tomi Ungerer part une première fois pour New York, où il débarque avec « soixante dollars en poche et une cantine de dessins et de manuscrits ». Après avoir obtenu sa green card, il s'y installe en 1957. C'est alors le succès immédiat : il travaille pour les journaux et magazines les plus prestigieux, dont Esquire, Harper's Bazaar, Life, The New York Times et Village Voice,,. Sa rencontre avec Ursula Nordstrom (en) des éditions Harper & Row est déterminante pour sa carrière dans le domaine des livres pour enfants. Ce sont ses activités de dessinateur publicitaire et notamment d'affichiste qui lui apportent la notoriété. Il est notamment l'auteur de l'affiche du film Docteur Folamour de Stanley Kubrick, sorti en 1964. Il se fait aussi connaître comme dessinateur politique par ses affiches contre la guerre du Viêt Nam et la ségrégation raciale et comme dessinateur satirique par sa critique de la société américaine.

### Nouvelle-Écosse
Après un divorce, Tomi Ungerer se remarie en 1971 avec Yvonne Wright et s'installe en Nouvelle-Écosse au Canada. Cette région sauvage les séduit malgré un voisinage digne du Far-West. Tomi Ungerer raconte leur expérience dans un récit illustré, Far Out Isn't Far Enough, paru en 1983.

### Irlande
En 1976, Tomi et Yvonne Ungerer s'installent définitivement dans le comté de Cork en Irlande, pays dont la famille de son épouse est originaire, et où vont naître leurs trois enfants,.

### Architecte
Tomi Ungerer écrivain, sculpteur et graphiste est aussi architecte, en 2000 il dit avoir fait beaucoup d'architecture. Il a notamment construit, avec Ayla-Suzan Yendel, un jardin d'enfants en forme de chat à Karlsruhe, les enfants entrent par la bouche et une sortie, en toboggan, se loge dans la queue.

### Engagements
Tomi Ungerer est membre du comité de patronage du think tank strasbourgeois Forum Carolus, créé et dirigé par Henri de Grossouvre, car pour lui, comme il aime à le répéter, « pour la première fois depuis des siècles, Strasbourg et l'Alsace sont au bon endroit au bon moment ».
En 1975, il fait une première donation d'œuvres personnelles et de jouets issus de sa collection aux musées de la ville de Strasbourg. Cette donation est suivie de plusieurs autres. La collection compte aujourd'hui 14 000 dessins et 1 500 jouets.
À partir des années 1980, il s'investit énormément pour l'amélioration des relations franco-allemandes et dans la préservation de l'identité, du particularisme et du bilinguisme en Alsace.
En 1988, pour le bimillénaire de Strasbourg, il réalise Naissance de la civilisation, également connue sous le nom de fontaine de Janus, une œuvre située dans le square Markos-Botzaris, à côté de l'opéra.
Une de ses sœurs décède le 20 janvier 1992 dans la catastrophe aérienne du mont Sainte-Odile. Il fonde alors l'association Entraide de la catastrophe des hauteurs du Sainte-Odile (ECHO).
Lors de sa création en 2003, il adhère au comité pédagogique des écoles Steiner-Waldorf, dont la pédagogie est fondée sur l'anthroposophie.
Son œuvre compte 30 000 à 40 000 dessins. Elle s'étend aux domaines de la littérature d'enfance et de jeunesse, de la publicité, du dessin de satire sociale et politique, des alsatiques et de l'érotisme.

### Mort et obsèques

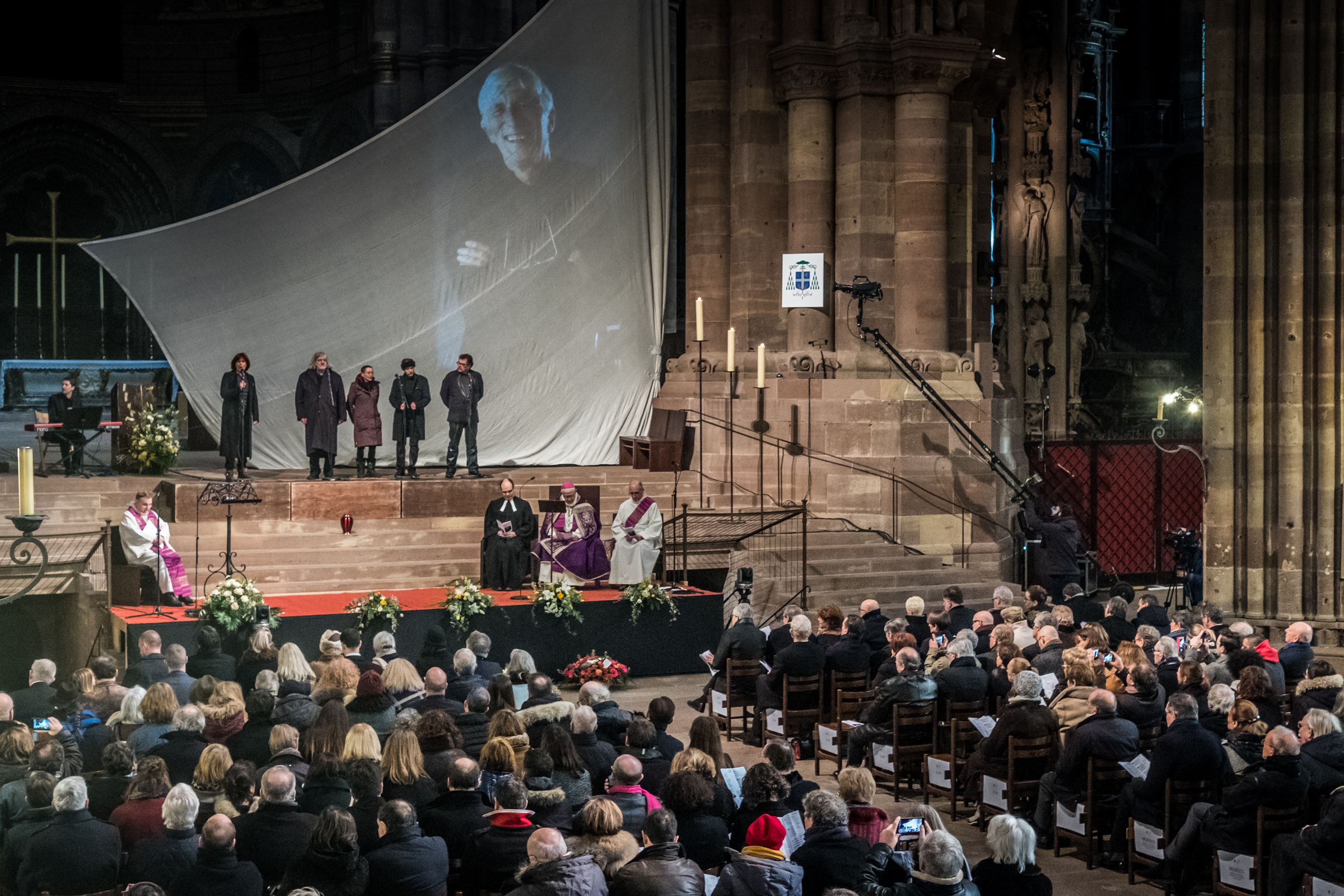
Hommage œcuménique à Tomi Ungerer en la cathédrale Notre-Dame de Strasbourg le 15 février 2019.

Père de quatre enfants, Phoebe — née de son mariage en 1959 avec Miriam Strandquest, une éditrice de journaux de mode et journaliste —, Aria, Pascal et Lukas, Tomi Ungerer meurt le 9 février 2019 à Cork, chez sa fille Aria. Ses obsèques sont célébrées le 12 février en l'église Saint-Brendan de Bantry en Irlande.

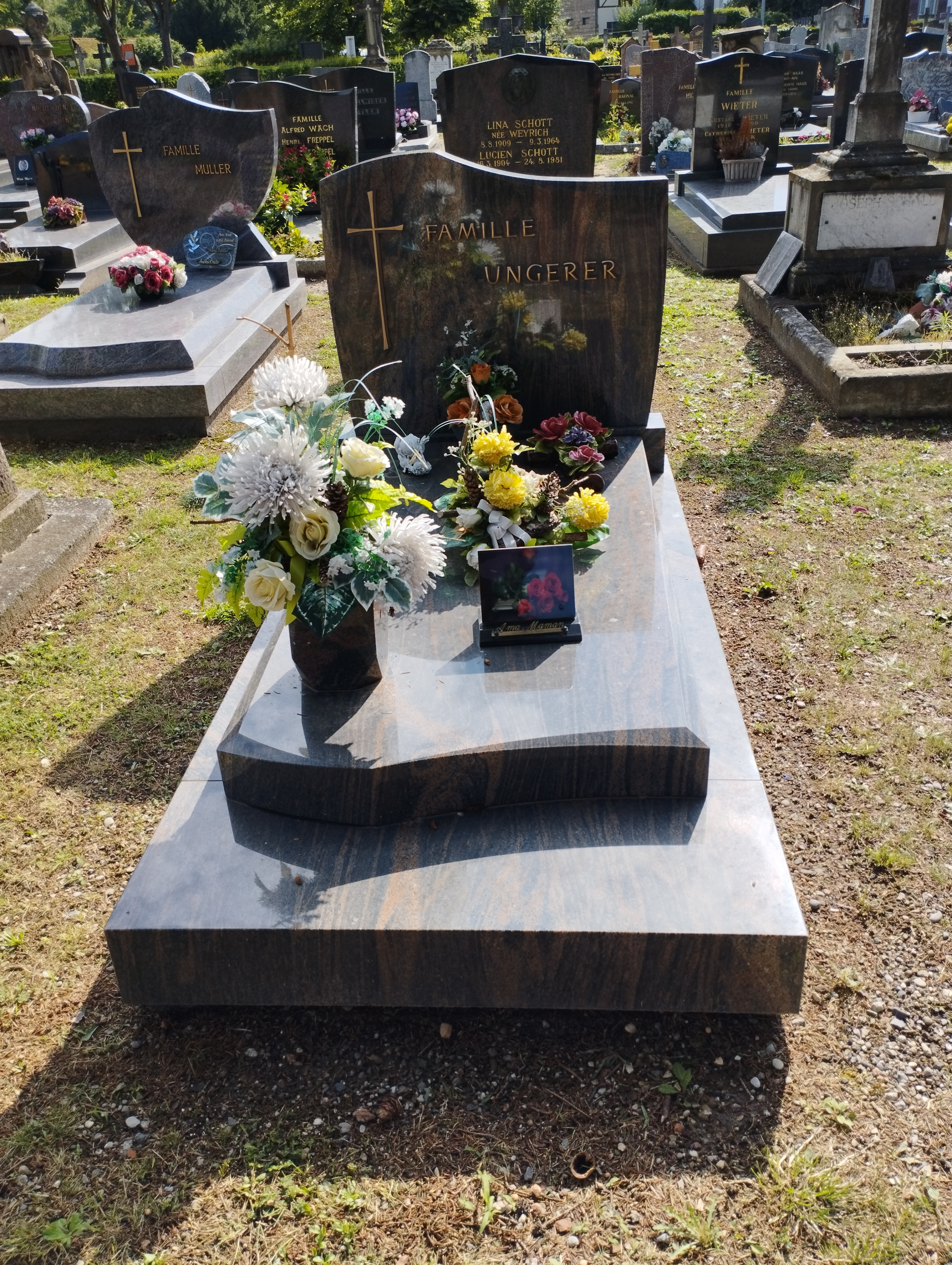
Tombe de Tomi Ungerer au cimetière Saint-Gall de Strasbourg (section 4, tombe 37).

Une cérémonie œcuménique d'À Dieu est organisée à la cathédrale Notre-Dame de Strasbourg le 15 février. Présidée par Luc Ravel, la prédication est donnée par le pasteur Christian Krieger et par le chanoine Michel Wackenheim, archiprêtre de la cathédrale, en français, allemand et alsacien. Roland Ries, maire de Strasbourg, prononce l’hommage de la ville. Selon les dernières volontés de Tomi Ungerer, un chant yiddish, Mein Ruheplatz, chanté par Astrid Ruff ouvre la célébration. Roger Siffer interprète ensuite trois chansons : Ich hatt’einen Kameraden, O Strassburg et Die Gedanken sind frei. La cérémonie qui s'achève sur une prière scoute réunit plus de mille personnes.
Une moitié des cendres de Tomi Ungerer repose au cimetière Saint-Gall de Strasbourg dans le caveau familial, l'autre est dispersée à Goleen, village de Cork en Irlande,.

#### Hommages
- Le square du Tivoli, situé à proximité de sa maison natale à Strasbourg, est pressenti pour être rebaptisé « place Tomi-Ungerer » et il est envisagé d'y installer une statue ou un buste de l'artiste[24]. Le parc prend finalement le nom de « square du Tivoli - Tomi Ungerer ».
- La promotion 2019-2024 de Sciences Po Strasbourg choisit de porter le nom de Tomi Ungerer, de même que la promotion 2021-2022 des élèves conservateurs de bibliothèques de l'Institut national des études territoriales, également situé à Strasbourg.
- De son vivant, plusieurs écoles et jardins d'enfants d'Alsace portent son nom, comme le collège Tomi Ungerer à Dettwiller[25], l'école primaire Tomi Ungerer à Wintzenbach[26], l'école maternelle Tomi Ungerer à Duttlenheim[27], l'école maternelle Tomi Ungerer à Fegersheim[28] et, en région Île-de-France, l'école primaire Tomi Ungerer à Juvisy-sur-Orge[29].

## Le musée Tomi Ungerer

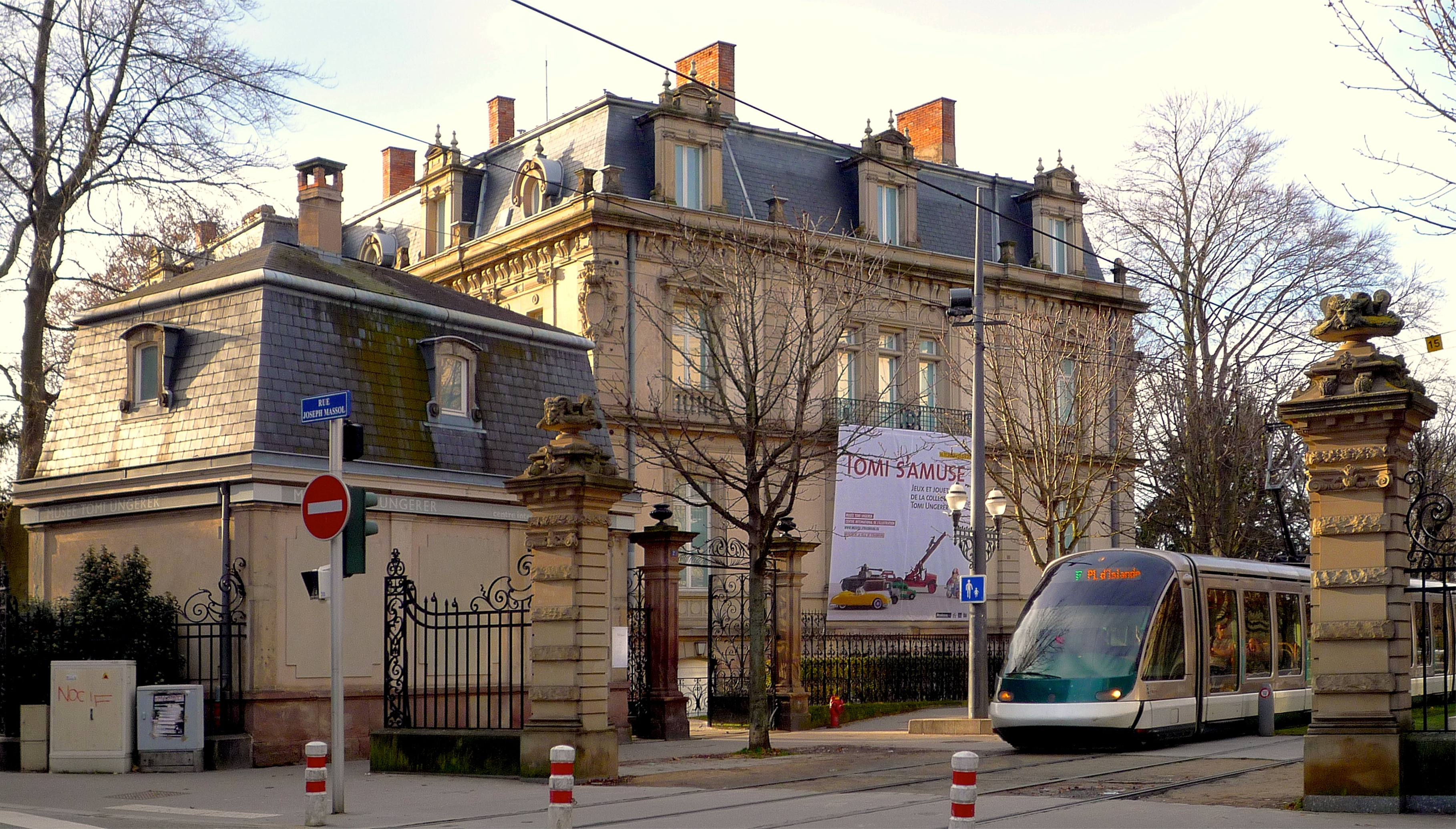
Le musée Tomi-Ungerer, avenue de la Marseillaise, à Strasbourg.

Le musée Tomi-Ungerer – Centre international de l'illustration est situé dans la villa Greiner, construite en 1884, avenue de la Marseillaise à Strasbourg.
Il conserve la collection Tomi Ungerer qui provient de plusieurs donations effectuées par l'artiste à sa ville natale depuis 1975. Elle est constituée de 14 000 dessins originaux, d’estampes, d’un fonds documentaire, d’une bibliothèque, et de 1 500 jouets et jeux provenant de la collection personnelle de l'artiste. Le musée a ouvert ses portes en novembre 2007 et présente le fonds Ungerer au rythme de trois expositions par an. Il est aussi consacré à l'illustration du xxe siècle et d’aujourd’hui, et conserve des œuvres d’une centaine de dessinateurs reconnus internationalement comme Blechman, Blutch, Hoppmann, Sajtinac, Searle, Steinberg, Steig. « Steinberg. L’écriture visuelle », « Du duel au duo. Images satiriques du couple franco-allemand », « Bosc. L’humour à l’encre noire », comptent parmi les expositions qui ont été conçues par le musée sur ce sujet.

## Œuvres
- 1957
  - Les Mellops font de l'avion (The Mellops Go Flying)
  - Les Mellops spéléologues (The Mellops Go Diving for Treasure)
  - The Brave Coward
- 1958
  - Les Mellops trouvent du pétrole (The Mellops Strike Oil)
  - Crictor (id.)
  - Agee on Film
- 1959
  - Adélaïde (Adelaide)
  - Seeds and More Seeds
- 1960
  - Les Mellops fêtent Noël (Christmas Eve at the Mellops)
  - Émile (Emile)
  - Horrible, an Account of the Sad Achievements of Progress
  - Inside Marriage
  - Cartoon 60
  - Twelve WHK Characters
  - America für Anfänger
- 1961
  - Rufus
  - Les Trois Brigands (The Three Robbers), adaptation cinématographique en 2007 : Die drei Räuber
  - The Backside of Washington
- 1962
  - Snail, Where Are You?
  - Der Herzinfarkt
  - Fredou
  - The Monocle Peep Show
  - Cartoon 62
  - Esquire's Book of Gambling
  - Illustrations pour :
    - Comfortable Words de Bergen Evans
    - Riddle dee dee de Bennett Cerf
- 1963
  - The Mellops Go Spelunking
  - Come Into My Parlor (coauteur avec Miriam Ungerer)
  - Illustrations pour :
    - Frances Face-Maker de William Cole
    - A Book of Various Owls de John Hollendaer
    - Wer Zeichnet wie
    - Die Spottdrossel d'Ambrose Bierce
    - Esquire's All About Women de William Cole
    - A Cat-hater's Handbook or The Ailurophobe's Delight de William Cole
    - The Girl We Leave Behind de Jerome Beatty
    - A Television Notebook pour CBS Television Network
- 1964
  - One, Two, Where's My Shoe
  - Les Carnets secrets de Tomi Ungerer (The Underground Sketchbook)
  - Illustrations pour :
    - The Clambake Mutiny de Jerome Beatty
    - Flat Stanley de Jeff Brown
    - Beastly Boys and Ghastly Girls, poèmes sélectionnés par William Cole
    - Games Anyone de Robert Thomsen
    - Dear N.A.S.A., please send me a rocket de Tait Trussell et Paul Hencke
    - Erlesene Verbrechen und Makellose Morde d'Henry Slesar
- 1965
  - Graphis no 120 vol. 21 de Manuel Gasser (16 pages consacrées à Tomi Ungerer)
  - Illustrations pour :
    - Selections from French Poetry de Kenneth F. Canfried
- 1966
  - Orlando (Orlando the Brave Vulture)
  - Jean de la Lune (Der Mondmann)
  - Nicht Wahr?
  - Ungerer Meets the Maharadjah
  - The Party
  - Illustrations pour :
    - Mr. Tall & Mr. Small de Barbara Brenner
    - Oh, What Nonsense!, poèmes sélectionnés par William Cole
    - Les Trois Bouteilles de Warwick (Warwick's 3 Bottles) d'Andre Hodeir
    - The Too Hot to Cook Book de Miriam Ungerer
    - Guillaume l'apprenti sorcier (The Sorcerer's Apprentice) de Barbara Hazen et Adolphe Chagot
- 1967
  - Eat
  - Basil Ratzki. Eine Fabel
  - Le Géant de Zéralda (Zeralda's Ogre)
  - Tomi Ungerer
  - Art Kan-George Tscherny-Tomi Ungerer
  - Illustrations pour :
    - What's Good for a Four Year Old de William Cole
    - Look! Look! The Giggle Book de William Cole
    - Cleopatra Goes Sledding de Andre Hodeir
    - Lear's Nonsense Verses d'Edouard Lear
    - A Case of the Giggles, compilation par William Cole
    - The Donkey Ride de Jean B. Showalter
    - Ein Bündel Geschichten für Lüsterne Leser d'Henry Slesar
- 1968
  - Ask Me a Question
- 1969
  - Fornicon (id.)
  - Der Gestohlene Bazillus
  - Illustrations pour :
    - New York für Anfänger d'Herbert Feuerstein
- 1970
  - Le Chapeau volant (The Hat)
  - Tomi Ungerer's Compromises
- 1971
  - Je m'appelle Papaski et voici mes meilleures histoires à dormir debout (I'm Papa Snap and These Are My Favourite No Such Stories)
  - La Grosse Bête de Monsieur Racine (The Beast of Monsieur Racine)
  - Affiches (The Poster Art Of Tomi Ungerer)
  - Posters of Protest
  - Illustrations pour :
    - Aschenbrödels Küche d'Alice Vollenweider
- 1972
  - Depression
  - Karikaturen
  - Die Eifel (coauteur avec Willy Brant)
  - Illustrations pour :
    - Oh, That's Ridiculous!, poèmes sélectionnés par William Cole
- 1973
  - Pas de baiser pour maman
- 1974
  - Allumette
- 1984
  - Far out Isn't Far Enough
- 1986
  - Schutzengel der Hölle (Ange gardien de l'enfer, érotique)
- 1990
  - Für Fr. und D. gefallen
- 1991
  - À la guerre comme à la guerre, La Nuée Bleue / DNA
  - Fatras, préface de Michel Polac, Éditions Vents d'Ouest
- 1992
  - L'entraide - illustration sur timbre-poste français
- 1997
  - Mon Alsace, La Nuée Bleue
  - Flix, Diogenes Verlag/l'École des loisirs
- 1998
  - Trémolo,  - traduit de l'allemand Tremolo -
- 1999
  - Otto, autobiographie d'un ours en peluche (ISBN 2-211-055-43-5)
- 2000
  - Le Nuage bleu
- 2001
  - Tomi et New-York La Nuée Bleue
  - Erotoscope, préface de Michel Houellebecq, Taschen
- 2003
  - Guillaume l'apprenti sorcier
- 2004
  - L'Alsace côté cœur La Nuée Bleue
- 2007
  - Neue Freunde (Éd. Diogenes Verlag AG Zürich)
  - Amis-amies (Éd. L'École des loisirs, Paris)
  - Mes Cathédrales La Nuée Bleue
  - Propaganda La Nuée Bleue
- 2008
  - Zloty (Éd. Diogenes Verlag AG Zürich)
  - Les Trois Brigands, version trilingue(alsacien, français, allemand) Die Drei Raiwer La Nuée Bleue
- 2009
  - Weepers Circus À la récré (illustration d'un livre-disque de chansons pour enfants du groupe de rock français Weepers Circus)
  - Zloty (Éd. L'École des loisirs, Paris)
- 2011
  - Illustration d'un livre-disque pour enfants l'Abécédaire de Boris Vian interprété par Debout sur le Zinc
  - La roue de l'énergie La Nuée Bleue
- 2012
  - Illustration pour l’affiche du film de Ken Loach La Part des anges (The Angels' Share)
- 2013
  - Illustration d’un timbre poste franco-allemand à l’occasion du 50e anniversaire du Traité de l'Elysée[30]
  - Maître des brumes, traduit de l'anglais par Florence Seyvos, (L'École des loisirs)
- 2014
  - Jean de la Lune, version trilingue (alsacien, français, allemand) 'S Mondmannele La Nuée Bleue
- 2019
  - Juste à temps ! (Éd. Diogenes Verlag AG Zürich)

## Films inspirés par les contes de Tomi Ungerer
- Les Trois Brigands, (Die drei Räuber), film d’animation allemand réalisé par Hayo Freitag (2007), 79 min ; d'après son album éponyme publié en 1961. Prix du public du festival international du film d'animation d'Annecy en 2008.
- Jean de la Lune, (Moon Man), film d’animation français / irlandais / allemand réalisé par Stephan Schesch (2012), 95 min ; d'après son album éponyme publié en 1966.

## Prix et distinctions
- 1967 : « Mention » Prix Critique en herbe, Foire du livre de jeunesse de Bologne[31] (Italie) pour Jean de la Lune
- 1972 : « Mention » Prix Critique en herbe, Foire du livre de jeunesse de Bologne[32] (Italie) pour Guillaume l'apprenti sorcier qu'il a illustré, sur un texte de Barbara Hazen
- 1980 :
  - Bretzel d'or
  - (international) « Hightly Commended Illustrators »[33], par l'IBBY, pour l'ensemble de son œuvre
- 1983 : Prix Burckhardt de la Fondation Goethe à Bâle
- 1984 :  Commandeur de l'ordre des Arts et des Lettres
- 1990 :  Chevalier de la Légion d'honneur
- 1993 : Officier de l'ordre du Mérite de la République fédérale d'Allemagne, pour son action dans le domaine des relations franco-allemandes
- 1995 : Grand Prix national des arts graphiques
- 1998 : Prix Hans Christian Andersen d'illustration, la plus haute distinction pour un auteur de livres d'enfants.
- 2001 :  Officier de la Légion d'honneur[34]
- 2004 :
  - Docteur honoris causa de l'Institut de technologie de Karlsruhe
  -  Chevalier de l'ordre des Palmes académiques[35]
- 2005 : Prix e.o.plauen pour l'ensemble de son œuvre
- 2006 : Prix d’honneur du prix universitaire Prix Bartholdi
- 2008 :
  - Prix de l'Académie de Berlin[36]
  - Grand Prix des médias du prix franco-allemand du journalisme (PFAJ)
- 2013 :  Commandeur de l'ordre national du Mérite[37]
- 2014 : Premio nazionale Nati per Leggere[38] du Salon international du livre (Turin) pour Crictor
- 2017 :  Commandeur de la Légion d'honneur[39].

## Vente aux enchères de ses planches originales
En mars 2016 sont vendues à l'hôtel Drouot à Paris les planches de la première version de son album Les Trois Brigands, datées de 1960. « Le prix de départ avait été fixé entre 2 000 et 3 000 euros, mais les enchères ont finalement atteint la somme record de 72 724 euros. »